# Bittium laevicordatum
Bittium laevicordatum là một loài ốc biển nhỏ, là động vật thân mềm chân bụng sống ở biển trong họ Cerithiidae. Theo ghi chép chúng chỉ có ở quần đảo Three Kings của New Zealand.